# Nekrolog 1695
Nekrolog
◄◄
| ◄
| 1691
| 1692
| 1693
| 1694
| 1695 | 1696 | 1697 | 1698 | 1699 | ► | ►►
Weitere Ereignisse | Allgemeiner Nekrolog 1695
Die Beschreibung der verstorbenen Person sollte so kurz wie möglich gehalten sein und nur deren signifikante Tätigkeit(en) enthalten.
Neue Namen ggf. auch unter dem Geburts- und Sterbedatum, also etwa unter 1. Januar und im Geburts- und Sterbejahr (2024) eintragen (nur bei entsprechender großer Wichtigkeit). Für Beispiele siehe die schon vorhandenen Artikel.
Außerdem über die fünf zuletzt Verstorbenen, zu denen es einen ausreichend guten Artikel für eine Präsentation auf der Hauptseite gibt, nach der todesbedingten Überarbeitung der Artikel ggf. auch unter Wikipedia Diskussion:Hauptseite informieren und sie am besten auch in den anderen Wikipedia-Sprachversionen eintragen. Tipp: Regelmäßig bei news.google.de nach „ist tot“, „gestorben“ oder „verstorben“ suchen.
Wenn eine Person gestorben ist, gibt es viele Seiten zu dieser Person in der Wikipedia, die davon auch betroffen sind und entsprechend aktualisiert werden müssen. Beispiele: Namenübersichtsseite, Geburtsjahr, Geburtsort-Seiten und viele mehr.
Wie finde ich die betroffenen Seiten?
Im Suchfeld auf der linken Seite gibt man den Suchbegriff so ein: „Vorname Nachname“. Dann klickt man auf Volltext und alle Seiten mit entsprechendem Suchtext werden aufgerufen. Hier sieht man dann schnell, wo auch das Todesjahr Sinn macht oder sogar ein Teil des Artikels angepasst werden muss. Auch hilft das „Werkzeug“ auf der linken Seite sehr gut, um solche Seiten aufzufinden: „Links auf diese Seite“. Somit ist die Wikipedia wieder aktuell in allen Bereichen! Hinweis: bei Eintragung der Kategorie „Gestorben JAHR“ wird der Missbrauchsfilter 49 ausgelöst, was jedoch nicht schlimm ist. Siehe: Spezial:Missbrauchsfilter/49
Dies ist eine Liste von im Jahr 1695 verstorbenen bekannten Persönlichkeiten. Die Einträge erfolgen innerhalb der einzelnen Daten alphabetisch sortiert. Tiere sind im Nekrolog für Tiere zu finden.

## Januar
| Tag        | Name                                     | Beruf, bekannt als                                                       | Alter | Beleg |
| ---------- | ---------------------------------------- | ------------------------------------------------------------------------ | ----- | ----- |
| 02. Januar | Joachim Christian von Ehrenburg          | deutscher Jurist                                                         | 66    |       |
| 04. Januar | François-Henri de Montmorency-Luxembourg | französischer Heerführer, Pair und Marschall von Frankreich              | 66    |       |
| 06. Januar | Christian Albrecht                       | Fürstbischof von Lübeck sowie Herzog von Schleswig-Holstein-Gottorf      | 53    |       |
| 10. Januar | Johann Heinrich Bötticher                | deutscher Rechtswissenschaftler                                          | 56    |       |
| 16. Januar | Hans Adam Weissenkircher                 | österreichischer Barockmaler, Hofmaler des Fürsten von Eggenberg in Graz | 48    |       |
| 22. Januar | Johannes Bourlet                         | deutscher Glockengießer                                                  |       |       |
| 23. Januar | Justus Sieber                            | deutscher evangelischer Theologe, Philologe und Dichter                  | 66    |       |
| 24. Januar | Elisabeth Angélique de Montmorency       | durch Heirat Herzogin von Châtillon und später von Mecklenburg-Schwerin  | 67    |       |
| 26. Januar | Johann Heinrich Horb                     | deutscher evangelischer Theologe                                         | 49    |       |
| 26. Januar | Johann Jakob Wepfer                      | Schweizer Pathologe                                                      | 74    |       |
| 29. Januar | Paul Hermann                             | Mediziner und Pflanzensammler                                            | 48    |       |
| 30. Januar | Johann Crafft                            | deutscher Theologe und Hochschullehrer                                   |       |       |

## Februar
| Tag         | Name                   | Beruf, bekannt als                                                                                        | Alter | Beleg |
| ----------- | ---------------------- | --- | ----- | ----- |
| 04. Februar | Georg von Derfflinger  | brandenburgischer Generalfeldmarschall                                                                    | 88    |       |
| 06. Februar | Ahmed II.              | Sultan des Osmanischen Reiches                                                                            |       |       |
| 06. Februar | Arnold Isselhorst      | deutscher Jurist und Ratssekretär der Hansestadt Lübeck                                                   | 79    |       |
| 09. Februar | Matthäus Kolweiß       | römisch-katholischer Geistlicher, Zisterzienser, Abt von Stift Lilienfeld und Rektor der Universität Wien | 74    |       |
| 10. Februar | Nicolaus von Baumann   | Stralsunder Kaufmann und Ratsherr                                                                         | 76    |       |
| 11. Februar | Abraham Hinckelmann    | deutscher evangelischer Theologe                                                                          | 42    |       |
| 18. Februar | William Phips          | neuenglischer Abenteurer, Militär und königlicher Gouverneur von Massachusetts                            | 44    |       |
| 20. Februar | Johann Georg Künstel   | deutscher Organist, Kapellmeister und Komponist                                                           |       |       |
| 25. Februar | Jakob Johann von Taube | schwedischer Generalmajor und Generalgouverneur in Ingermanland                                           | 70    |       |

## März
| Tag      | Name                                           | Beruf, bekannt als                                                                              | Alter | Beleg |
| -------- | ---------------------------------------------- | ----------------------------------------------------------------------------------------------- | ----- | ----- |
| 02. März | Johann Ambrosius Bach                          | deutscher Musiker, Vater von Johann Sebastian Bach                                              | 50    |       |
| 06. März | Kaspar Schmid                                  | Glarner Landammann und Tagsatzungsgesandter                                                     | 76    |       |
| 09. März | Eberhard Jabach                                | deutscher Finanzmann und Unternehmer                                                            | 76    |       |
| 12. März | Christoph de Royas y Spinola                   | flandrisch-österreichischer Franziskaner, Kameralist, Politiker und Bischof von Wiener Neustadt |       |       |
| 15. März | Rutger von Langerfeld                          | niederländischer Maler und Architekt                                                            | 60    |       |
| 16. März | Hans Adolph von Buchwaldt                      | deutscher Adliger, Gutsherr der holsteinischen Güter Jersbek und Stegen                         |       |       |
| 23. März | Daniel Fockhy                                  | Bürgermeister von Wien                                                                          | 69    |       |
| 25. März | Ludwika Karolina Charlotte von Radziwiłł-Birze | Adlige, Förderin des Calvinismus                                                                | 28    |       |
| 28. März | William Douglas, 1. Duke of Queensberry        | schottischer Adliger                                                                            |       |       |
| 30. März | Francis Howard, 6. Baron Howard of Effingham   | englischer Adliger und Politiker                                                                | 51    |       |
| 30. März | Anselm Franz von Ingelheim                     | Statthalter Erfurts, deutscher Erzbischof                                                       | 60    |       |

## April
| Tag       | Name                                  | Beruf, bekannt als                                              | Alter | Beleg |
| --------- | ------------------------------------- | --------------------------------------------------------------- | ----- | ----- |
| 03. April | Melchior de Hondecoeter               | niederländischer Maler und Radierer                             |       |       |
| 04. April | Giovanni Franchini                    | gelehrter Franziskaner                                          | 61    |       |
| 05. April | George Savile, 1. Marquess of Halifax | Oberster Minister unter König William III.                      | 61    |       |
| 10. April | Gustav Adolf von Baudissin            | königlich dänischer Generalmajor und Unternehmer                |       |       |
| 13. April | Jean de La Fontaine                   | französischer Schriftsteller, Poet                              | 73    |       |
| 14. April | Ludwig Ernst von Pöllnitz             | kursächsischer Politiker                                        | 53    |       |
| 15. April | Christoph Arnold                      | deutscher Astronom                                              | 44    |       |
| 16. April | Jakob Alfons Franz Calderon d’Avila   | deutscher und venezianischer General, Baumeister                | 70    |       |
| 16. April | Pietro Delai                          | italienischer Baumeister                                        |       |       |
| 17. April | Juana Inés de la Cruz                 | mexikanische Nonne und Dichterin                                | 43    |       |
| 20. April | Georg Caspar Wecker                   | deutscher Komponist des Barock                                  |       |       |
| 22. April | Franz von Meinders                    | kurbrandenburger Minister unter Friedrich Wilhelm und Friedrich | 64    |       |
| 23. April | Henry Vaughan                         | walisischer Dichter                                             | 73    |       |
| 25. April | Johann Heinrich am Ende               | deutscher Maler                                                 | 49    |       |
| 26. April | Gerhard Meier                         | deutscher Pädagoge und Rektor des Gymnasiums Illustre in Bremen | 79    |       |

## Mai
| Tag     | Name                                      | Beruf, bekannt als                                                                                              | Alter | Beleg |
| ------- | ----------------------------------------- | --- | ----- | ----- |
| 06. Mai | Johann Rudolf Tillier                     | Berner Politiker                                                                                                | 66    |       |
| 09. Mai | Lambert van Haven                         | dänischer Maler und Architekt sowie Generalbaumeister und Inspektor aller Kunstsammlungen des dänischen Köni... | 65    |       |
| 19. Mai | Johann Wolf                               | deutscher lutherischer Theologe, Hauptpastor in Hamburg                                                         | 41    |       |
| 28. Mai | Ludmilla Eva Franziska Kolowrat-Krakowsky | böhmische Adelige und Stifterin der Monstranz Prager Sonne                                                      |       |       |
| 29. Mai | Giuseppe Recco                            | neapolitanischer Stilllebenmaler                                                                                |       |       |
| 30. Mai | Pierre Mignard                            | französischer Maler                                                                                             | 82    |       |
| Mai     | Albert Benningk                           | deutscher Geschütz- und Glockengießer                                                                           |       |       |

## Juni
| Tag      | Name                    | Beruf, bekannt als                                               | Alter | Beleg |
| -------- | ----------------------- | ---------------------------------------------------------------- | ----- | ----- |
| 07. Juni | Elias Rudolf Camerarius | deutscher Mediziner, Leibarzt des Herzogs von Württemberg (1672) | 54    |       |
| 11. Juni | André Félibien          | französischer Architekt und Kunsttheoretiker                     | 76    |       |
| 21. Juni | Abraham Birnbaum        | deutscher Mediziner und kursächsischer Leibarzt                  | 83    |       |
| 21. Juni | Johannes Lavater        | Schweizer evangelischer Geistlicher und Hochschullehrer          | 71    |       |
| 27. Juni | Johann David Mögling    | deutscher Jurist sowie Hochschullehrer                           |       |       |

## Juli
| Tag      | Name                                 | Beruf, bekannt als                                                           | Alter | Beleg |
| -------- | ------------------------------------ | ---------------------------------------------------------------------------- | ----- | ----- |
| 08. Juli | Christiaan Huygens                   | niederländischer Astronom, Mathematiker, Physiker und Musiktheoretiker       | 66    |       |
| 15. Juli | Yeremia Tschelebi Kömürdjian         | armenischer Dichter, Drucker, Historiker und Übersetzer                      | 58    |       |
| 18. Juli | Johannes Camphuys                    | Kaufmann, Generalgouverneur der niederländischen Ostindien-Kompanie, Sammler | 61    |       |
| 23. Juli | Karl Philipp von Brandenburg-Schwedt | Prinz und Titular-Markgraf zu Brandenburg-Schwedt                            | 22    |       |
| 29. Juli | Ulrich Hipparchos von Promnitz       | Herr zur Forst und Pförten, Freiherr der Standesherrschaft Pleß auf Sorau    | 59    |       |

## August
| Tag        | Name                           | Beruf, bekannt als                                                                     | Alter | Beleg |
| ---------- | ------------------------------ | -------------------------------------------------------------------------------------- | ----- | ----- |
| 02. August | Mattia de Rossi                | italienischer Ingenieur und Architekt                                                  | 58    |       |
| 05. August | Stefano Menati                 | italienischer Priester, Protonotar und Bischof von Como                                |       |       |
| 06. August | François Harlay de Champvallon | französischer Adeliger, Erzbischof, Kommendatarabt und Mitglied der Académie française | 69    |       |
| 12. August | Huang Zongxi                   | chinesischer Philosoph, politischer Analyst und Historiker                             | 84    |       |
| 19. August | Christopher Merret             | englischer Arzt und Naturforscher                                                      | 81    |       |
| 20. August | Giuseppe Francesco Borri       | italienischer Alchemist                                                                | 68    |       |

## September
| Tag           | Name                                  | Beruf, bekannt als                                     | Alter | Beleg |
| ------------- | ------------------------------------- | ------------------------------------------------------ | ----- | ----- |
| 09. September | Burchard von Ahlefeldt                | königlich dänischer Kammerherr und Landrat             | 60    |       |
| 15. September | Franz Bernhard                        | hessischer Adliger                                     | 57    |       |
| 21. September | Friedrich von Veterani                | Feldmarschall                                          |       |       |
| 23. September | Karl II. von Liechtenstein-Kastelkorn | Fürstbischof von Olmütz, gewählter Bischof von Breslau | 72    |       |
| 24. September | Christian Friedrich Meurer            | deutscher Jurist und Beamter                           | 70    |       |

## Oktober
| Tag         | Name                        | Beruf, bekannt als                           | Alter | Beleg |
| ----------- | --------------------------- | -------------------------------------------- | ----- | ----- |
| 06. Oktober | Gustav Adolf                | Herzog zu Mecklenburg                        | 62    |       |
| 08. Oktober | Otto Dietrich von Gemmingen | Grundherr in Fürfeld und auf Burg Guttenberg | 47    |       |
| 10. Oktober | Johann Wilhelm Baier        | deutscher evangelischer Theologe             | 47    |       |
| 14. Oktober | Anton Johann Kerkring       | Ratsherr der Hansestadt Lübeck               |       |       |
| 21. Oktober | Johann Arnold Nering        | kurfürstlich-brandenburgischer Baumeister    | 36    |       |

## November
| Tag          | Name                       | Beruf, bekannt als                                  | Alter | Beleg |
| ------------ | -------------------------- | --------------------------------------------------- | ----- | ----- |
| 07. November | Hans Ernst aus dem Winckel | sächsischer Hofmeister und Geheimer Kammerrat       |       |       |
| 16. November | Pierre Nicole              | französischer Theologe und Logiker                  | 70    |       |
| 17. November | Romanus Vogler             | Abt des Klosters St. Blasien (1672 bis 1695)        |       |       |
| 18. November | Anthony Wood               | britischer Historiker                               | 62    |       |
| 20. November | Michele Pignatelli         | Bischof von Lecce                                   |       |       |
| 20. November | Zumbi                      | Anführer des autonomen Königreichs Palmares         |       |       |
| 21. November | Henry Purcell              | englischer Komponist                                |       |       |
| 28. November | Giovanni Paolo Colonna     | italienischer Organist, Kapellmeister und Komponist | 58    |       |
| 28. November | Jan Sladký Kozina          | Führer des Aufstandes der Choden                    | 43    |       |

## Dezember
| Tag          | Name                                 | Beruf, bekannt als                                               | Alter | Beleg |
| ------------ | ------------------------------------ | ---------------------------------------------------------------- | ----- | ----- |
| 04. Dezember | Magdalena Rosina Funck               | deutsche Künstlerin und Blumenmalerin                            | 23    |       |
| 05. Dezember | Johann Georg Starcke                 | sächsischer Baumeister                                           |       |       |
| 08. Dezember | Barthélemy d’Herbelot de Molainville | französischer Orientalist                                        | 69    |       |
| 10. Dezember | Friedrich Gerdes                     | deutscher Jurist                                                 | 61    |       |
| 14. Dezember | Johann Jacob Wagner                  | Schweizer Naturforscher und Arzt                                 | 54    |       |
| 20. Dezember | David Pohle                          | deutscher Komponist                                              |       |       |
| 24. Dezember | Jakob Johann von Hastfer             | schwedischer Feldmarschall und Generalgouverneur von Livland     | 48    |       |
| 24. Dezember | Louis Thomassin                      | französischer Philosoph und Theologe                             | 76    |       |
| 25. Dezember | Gottlieb Amadeus von Windisch-Graetz | Politiker und Diplomat in kaiserlich-habsburger Diensten         | 65    |       |
| 30. Dezember | Samuel Morland                       | englischer Gelehrter, Diplomat, Spion, Erfinder und Mathematiker |       |       |
| 31. Dezember | Carlo Ambrogio Affaitati             | italienischer katholischer Geistlicher                           | 70    |       |
| Dezember     | Jean Baptiste Mathey                 | französischer Maler und Architekt des Barock                     |       |       |

## Datum unbekannt
| Giovanni Angelo Barella            | italienischer Baumeister in Kurmainz                                                                            |  |
| Chōon Dōkai                        | japanischer Konvertit zur Obaku-Schule und Missionar                                                            |  |
| William Erskine, 8. Earl of Buchan | schottischer Adeliger                                                                                           |  |
| Fabrizio Fontana                   | italienischer Organist und Komponist                                                                            |  |
| Cornelis de Heem                   | niederländischer Maler von Stillleben                                                                           |  |
| Christoph Labhart                  | Schweizer Glyptiker (Glas- und Bergkristallschneider)                                                           |  |
| Claude Lancelot                    | französischer jansenistischer Mönch und Linguist                                                                |  |
| Quirin Merz von Quirnheim          | Diplomat, katholischer Kirchenrechtler und Reichstagsabgesandter; Kanzler in Kurmainz, in den Hochstiften Sp... |  |
| Dorothy Osborne                    | britische Verfasserin von Briefen                                                                               |  |
| Giovan Battista Pacichelli         | italienischer Abt, Historiker, Reisender und Autor                                                              |  |
| Courtenay Pole                     | englischer Adliger, Militär und Politiker                                                                       |  |
| Jochim Schäfer                     | deutscher Zimmermeister                                                                                         |  |
| Thomas Tew                         | amerikanischer Pirat                                                                                            |  |
| Christoph Wilhelm von Werder       | sachsen-merseburgischer Hofmarschall und Rittergutsbesitzer                                                     |  |
| Philip Wharton, 4. Baron Wharton   | englischer Politiker der Conservative Party und Peer                                                            |  |